# Дорнеманн, Луиза
Луиза Дорнеманн (урожденная Луиза Фреми, 23 февраля 1901, Аурих, Нижняя Саксония — 17 января 1992, Берлин) была борцом за права женщин и политиком, а в последние годы жизни — писательницей.

## Жизнь
Луиза Фреми родилась в Аурихе, небольшом городке в Восточной Фризии, на северо-западе Германии. Её отец был судебным чиновником. Она закончила местную школу в 1917 году, но к 1920 году переехала в Ахен, где в 1920 году сдала вступительные экзамены в высшую гимназию («Оберлизеум») и где всего через год выпустилась, получив квалификацию, из городского педагогического колледжа. После неоплачиваемой волонтёрской работы в качестве ассистентки в газете «Aachener Post» в 1921/22 году она начала свою преподавательскую деятельность в Рурской области. Работала до 1924 года, после чего она возглавила Клинику сексуальных консультаций в Дюссельдорфе, которую продолжала возглавлять до 1933 года. В 1923 году Луиза вышла замуж за Ганса Дорнеманна (1898—1933).
Послевоенное десятилетие было временем социальных и политических волнений, подкреплённых жёсткой экономией и острыми экономическими трудностями. Луиза Дорнеманн становилась все более радикальна и в 1928 году стала членом Коммунистической партии Германии. Два года спустя, в 1930 году, она начала работать в центральном национальном офисе «Национальной ассоциации пролетарских свободных мыслителей» (Zentral-Verband der Proletarischen Freidenker Deutschlands), организации, в которой её муж служил в качестве «секретаря». В 1932 году она стала соучредительницей «Объединённой ассоциации пролетарской сексуальной реформы и защиты матерей» (нем. Einheitsverbandes für proletarische Sexualreform und Mutterschutz») в Дюссельдорфе.
Муж Луизы, Ганс Дорнеманн, был убит в Дюссельдорфе нацистскими военизированными формированиями в марте 1933 года, после прихода нацистов к власти. Нацистское правительство быстро положило конец движению за сексуальные реформы, которое Луиза отстаивала, и законы об абортах стали более строгими, чем раньше. Вскоре после убийства мужа Луиза Дорнеманн переехала в Берлин, где жила «подпольно» (то есть не зарегистрировав своё место жительства в ратуше), зарабатывая шитьём и работой по дому. Она также занималась «незаконной политической работой», в том числе в контакте с активистом сопротивления Рудольфом Шеффелем.
В середине 1930-х годов власти стали всё более искусно выявлять политических противников. Те, у кого было задокументировано коммунистическое прошлое, подвергались особому риску ареста, задержания, пыток и смерти. В 1936 году Дорнеманн удалось покинуть Берлин и добраться до Лондона. Относительно мало известно о её деятельности в последующее десятилетие. Она была ведущим членом организации беженцев, основанной в 1939 году, «Свободной немецкой лиги культуры» (нем. Freier Deutscher Kulturbund), связанной с «Социальным консультативным центром» этой организации. Позже она также работала политической секретаршей Британского совета немецкой демократии.
Вернуться в Берлин Луиза смогла лишь в 1947 году, поселившись в восточной части города, которая с мая 1945 года находилась в составе советской оккупационной зоны. Очень скоро она вступила в Социалистическую единую партию Германии (СЕПГ), которая была образована в апреле предшествовавшего года в результате спорного слияния (в большинстве случаев действовавшего только в советской зоне) между бывшей коммунистической партией и Социал-демократической партией. Слияние партий было направлено на то, чтобы гарантировать, что правая популистская партия никогда больше не придёт к власти из-за разногласий среди левых политических сил, но к концу 1940-х годов сама СЕПГ была на пути к тому, чтобы стать правящей партией нового типа однопартийной диктатуры. Наряду с СЕПГ Луиза также вступила в Демократическую женскую лигу, поддерживаемую государством массовую организацию, которая стала основой для развития политической карьеры Луизы.
В период с 1948 по 1951 год она работала в секретариате национального исполнительного органа Демократической женской лиги на руководящем посту, который, согласно одному источнику, сделал её фактическим исполнительным директором организации. Она несла особую ответственность за школы, искусство, обучение и образование. Позже она взяла на себя ответственность за международные отношения партии и стала её представителем в Международной демократической федерации женщин. Основанная в 1945 году, МДФЖ первоначально располагалась в Париже, но всё чаще рассматривалась как советская организация: после изгнания из Парижа в 1951 году её штаб-квартира была перенесена в Восточный Берлин. Дорнеманн ушла со своих должностей в Демократической женской лиге и МДФЖ в 1953 году, но оставалась членом национального исполнительного комитета ДЖЛ до 1989 года.
Ей было 52 года, когда она ушла с высоких политических должностей, и следующие десять лет, до 1963 года, она работала в Институте марксизма-ленинизма ЦК партии. Кроме того, с 1960 по 1962 год она работала в женской комиссии политбюро. После 1963 года она зарабатывала на жизнь в качестве писательницы-фрилансера.
Её годы в институте не были непродуктивными: во время работы в нём было создано несколько важных литературных произведений. Самыми известными работами Дорнеман были две биографии политически важных женщин. Её биография Женни Маркс была впервые опубликована в 1953 году и была переиздана в десятый раз к 1984 году. Она была переведена на языки всех основных социалистических государств, кроме того, в 1956 году появилась версия на японском языке. Её биография Клары Цеткин впервые появилась в 1957 году и к 1989 году выдержала девять изданий. Она также участвовала в составлении различных компиляций. С англо-американской точки зрения опубликованные ею материалы являются «идеологически ортодоксальными», что объясняет их коммерческий успех до 1989 года.

## Награды и почести
- 1956 Медаль Клары Цеткин[3]
- 1958 «Medaille für Kämpfer der Widerstandsbewegung 1933—1945»[3]
- 1959 Орден «За заслуги перед Отечеством» (ГДР), серебро[3]
- 1961 «Verdienstmedaille der DDR»[3]
- 1968 Литературная премия Демократической женской лиги Германии[3]
- 1976 Орден «За заслуги перед Отечеством» (ГДР), золото[3]
- 1981 Орден «За заслуги перед Отечеством» (ГДР), почётная пряжка в золоте[3]
- 1986 Орден Карла Маркса[5]